# Agulo
Agulo è un comune spagnolo di 1 174 abitanti situato nella comunità autonoma delle Canarie.